# Polešovice
Polešovice – miasteczko w Czechach, w powiecie Uherské Hradiště, w kraju zlińskim. Według danych z dnia 1 stycznia 2012 liczyło 1989 mieszkańców.